# Hajiabad
Hājīābād (farsi حاجی‌آباد) è il capoluogo dello shahrestān di Zarrindasht, circoscrizione Centrale, nella provincia di Fars. Aveva, nel 2006, una popolazione di 18.346 abitanti. 